# Secret Code
Albums de Aya Kamiki
Ashita no Tame ni ~Forever More~
(2007)
Singles
Secret Code est le 1er album de Aya Kamiki, sorti sous le label GIZA studio le 12 juillet 2006 au Japon.

## Présentation
Cet album a été produit par Aya Kamiki et Daiko Nagato. Il atteint la 5e place du classement de l'Oricon. Il se vend à 31 158 exemplaires la première semaine et reste classé pendant 10 semaines, pour un total de 65 004 exemplaires vendus. Il contient ses 3 premiers singles majors Communication Break, Pierrot et Mou Kimi Dake wo Hanashitari wa Shinai. Secret Code a été utilisé comme chanson de thème de fermeture pour JAPAN COUNTDOWN.

## Liste des titres
| 1.  | Communication Break                                                   | Aya Kamiki  | Tokunaga Akihito  | 3:34 |
| 2.  | Pierrot (ピエロ)                                                      | Inaba Koshi | Matsumoto Tak     | 3:13 |
| 3.  | Mou Kimi Dake wo Hanashitari wa Shinai (もう君だけを離したりはしない) | Aya Kamiki  | Kawamoto Munetaka | 4:19 |
| 4.  | Secret Code                                                           | Aya Kamiki  | Aika Ohno         | 3:54 |
| 5.  | Bounce, Bounce, Bounce                                                | Aya Kamiki  | Aika Ohno         | 4:09 |
| 6.  | Pride of Place (プライド オブ プレイス)                               | Aya Kamiki  | Hiya & Katsuma    | 4:10 |
| 7.  | Natsu no Aru Hi (夏のある日)                                          | Aya Kamiki  | Motoko Mizuno     | 4:16 |
| 8.  | I Sing This Song For You                                              | Aya Kamiki  | Motoko Mizuno     | 2:57 |
| 9.  | Kizu Darake Demo Dakishimete (傷だらけでも抱きしめて)                 | Aya Kamiki  | 藤本貴則          | 3:38 |
| 10. | Believe in You                                                        | Aya Kamiki  | Shinichiro Ohta   | 3:55 |
| 11. | Can't stop fallin' in Love                                            | Aya Kamiki  | Miki Fujisue      | 3:19 |
| 12. | Changing the World                                                    | Aya Kamiki  | Kenta Takamori    | 5:07 |
| 13. | Friends (フレンズ)                                                    | Aya Kamiki  | Aika Ohno         | 5:22 |